# Орган (музика)
Вижте пояснителната страница за други значения на Орган.
Органът (от гръцки: όργανο „инструмент, апарат“) е музикален инструмент от групата на клавишно-меховите инструменти.
Това е инструментът с най-голям тонов обем, с най-много възможности за избор на различни тембри и с най-големи обемни изисквания към помещението, където е монтиран. Акустичната среда на този инструмент, за разлика от кавалетните инструменти, е целият архитектурен интериор, в който се помещава. Исторически често архитектурните решения на дадени сгради са съобразявани именно с това, че в тях ще има орган.
Съвременните инструменти се състоят от клавиатури, на които се свири с ръце (мануали), и клавиатура от педали, задвижвана с краката на изпълнителя (педалиера). Обикновено органите имат от 2, 3 до 4 мануала, но се срещат и изключения с 6 и дори 7 мануала. Този инструмент се е използвал често по време на състезания или представления в амфитеатрите и арените. Звукът на органа не се влияе от силата на удара, с който се натиска съответният клавиш (както е при пианото например) и прекъсва моментално (не отзвучава след като клавишът бъде освободен от изпълнителя).
Органът се използва в католическата и в протестантската църковна музика, а по-късно добива популярност и в светската класическа музика. В днешно време инструментът може да бъде слушан при различни церемонии (литургии, сватби, тържества) на католически и протестантски църкви; в творчеството на бароковите композитори, сред които най-значим е Йохан Себастиан Бах, който е бил член на Евангелската лутеранска църква; в съвременната авангардна и филмова музика; електронният орган – и в популярната музика.

## История и развитие
Първите органи се появяват през 3 век пр.н.е. в елинистичния свят. Създател на първия такъв инструмент е гръцкият инженер Ктесибий от Александрия, който през 3 век пр.н.е. създава воден орган, наричан хидравлис. Този инструмент се използва често по време на състезания или представления в амфитеатрите и арените. Информация за употребата на инструмента и устройството му може да бъде намерена в различни исторически източници (например данни за хидравличната система, подаваща въздух, се черпи от описанията на Витрувий и Херон), а също от останки на самите инструменти (такива са намирани в Делфи, Гърция и Аквинкум, Унгария).
По-късно водните помпи са заменени с въздушни мехове, но въпреки това още два века продължават да се използват и водни органи.
Дори след упадъка на Древен Рим през 5 век органите продължават да бъдат използвани във Византийската империя, където инструментът е символ на престиж. Органите там са използвани до 15 век, като след падането на Византия под османска власт повечето инструменти са унищожени. Благодарение на възприемането на органа от католическата църква през 7 век, инструментът продължава съществуването си.
През Средновековието се появяват преносими органи – портатив и позитив. Достатъчно малък по размер, за да може да се пренася лесно без да е нужно да се разглобява, органът портатив е популярен инструмент за изпълнение на светска музика в ранното Средновековие, но напълно изчезва до края на 16 век. Позитивът е по-голям по размер, но е възможно да бъде преместван. Той се използва както на църковна, така и на светска музика. След 13 век постепенно започват да се строят по-големи органи, които биват монтирани в църкви. В края на Средновековието се появява и регалът (друга портативна разновидност на инструмента).
През епохата на Ренесанса и барока органите са усъвършенствани – появява се педалиерата и вече имат способността да свирят с различни регистри. През този период инструментът изиграва важна роля в така наречения полифоничен стил. През епохата на романтизма нововъведения в устройството прави и френският органостроител Аристид Кавайе-Кол. Композитори, писали за орган, са Цезар Франк, Камий Сен-Санс, Густав Малер и други.
През 20 век меховете са заменени от пневматични помпи; трактурата (връзките между клапите на тръбите и клавишите) става освен механична и електронна или пневматична, което позволява шпилтишът да бъде монтиран на разстояние от секциите с тръбите.
През 30-те години на 20 век започва производството на първите синтезатори и електронни органи. Това прави органа достъпен за по-широк кръг от музиканти и слушатели.

## Устройство

### Шпилтиш
Шпилтишът (от немски: Spieltisch – „маса за свирене“) (наричан също конзола или пулт) при големите тръбни и електронни органи е онази част от инструмента, на която са разположени мануалите, педалиерата, всички видове педали/клапи, регистровите ключове и скамейката.
Мануалите са поставени стъпаловидно, един над друг. Познати са с немските си наименования, най-често в този ред (считано от долу нагоре): (рюк)позитив (първият мануал), хауптверк (основният, втори), оберверк/швелверк (третият), брустверк (четвъртият) и т.н. Разпределението им е според звученето на регистровите групи. Например хауптверкът (от немски: haupt – „основен“) – основният мануал при всички органи – е с най-мощната и плътна звучност; често пъти там са диспонирани и 16' (487,68 см) регистри. Позитивът, наричан така поради сходната звучност си с ранните ренесансови инструменти, е с най-ярките и звучни, но в същото време не толкова силни регистри. Швелверкът е онзи мануал, към който принадлежи швелерът – при него има възможност за крешендо и декрешендо.
Регистровите ключове са разположени от двете страни или само от ляво на мануалите, а понякога и над тях (при малките романтични органи). Броят и звученето им силно варират според предназначението и периода, през който е направен инструментът, но при църковните органи обикновено броят на регистрите е приблизително около 20, а при концертните може да достигне до няколкостотин. Те могат да бъдат под формата на бутони, които по електронен път освобождават пътя на въздуха към избрания ред тръби (регистър) или като бутала, които се изтеглят и механично освобождават клапите.
В основата на органа е педалиерата, на която се свири с крака. Над нея има една, две или повече клапи за контролиране на швелерите и/или валце (което освен под формата на клапа, може да бъде и вал). При по-съвременните инструменти може да има и бутони, чрез които органистът сам, с крак, включва запаметените Setzer комбинации (предварително запаметени от органиста набори от регистри).
При някои по-малки разновидности на акустичните органи на мястото на педалиерата има две големи клапи, които са свързани с меховете и позволяват на органиста сам да си осигурява въздушната струя (виж хармониум).

### Разпределение на проспекта
Всеки мануал просвирва даден набор от регистри, което предполага разпределението им в отделни секции. Подредбата във всички случаи е съобразена с акустиката на пространството, в което е монтиран инструментът, но също така се забелязват и различия според регионите, в които са построени инструментите.
Най-популярният модел е Хамбургският проспект. Той е установен още от барока, но продължава да служи като модел. Характерни за него са разположените от двете страни секции за педала, центрираният хауптверк и изнесеният зад гърба на органиста позитив (рюкпозитив). Изнесеният по този начин позитив е много характерен за органите в църквите на Северна Европа. Това не е приложимо за органите в концертните зали, поради което там такава секция отсъства, а позитивът е на мястото на брустверка (секцията срещу гърдите на органиста).
При по-малките органи с един или два мануала и педали, педалните тръби най-често са поставяни в средата.
Органите от 19 и 20 век, които не работят с механична, а с електрическа или пневматична трактура, предлагат много по-разнообразни решения.

### Тръби
При тръбните органи звукът се произвежда чрез сгъстения въздух, преминаващ през тръбите, разположени вертикално и в редки случаи – хоризонтално. Тяхната форма може да бъде цилиндрична, конична, четиристенна или комбинирана, а материалът е метал (цинк, мед, сплав калай-олово) или дърво. В горната си част могат да бъдат както отворени, така и затворени. Подредени са във вертикални редици (регистри) в хроматичен ред.
Височината на тона се определя от дължината на тръбата във футове. Височината им се изменя в геометрична прогресия – тръбата за до от голяма октава е дълга 8' (243,84 см), до от контра октава – двойно по-дълга 16' (487,68 см), а за до от малка октава – 4' (121,82 см) и т.н.
Тръбите са монтирани в основата си върху въздушни резервоари и виндлади – мястото, където въздушната струя се разпределя към отворените регистри на съответния тон.
Видове
Според начина на звукоизвличане тръбите биват два вида:
- флейтови (лабиални), чийто звук наподобява този на флейтата и различните видове свирки
- езичкови (лингвални), произвеждащи звук с помощта на биещо езиче

### Регистри
Регистрите са различните „хорове“ (редове) от тръби с еднакъв тембър. Подредбата им, съобразена с акустиката на пространството, е в завършени групи (хорове), за всяка от които се използва даден мануал: хауптверк, оберверк, рюкпозитив, брустверк (при големите органи) и педални колони. Само най-големите метални цилиндрични тръби (принципал) не са подредени в такъв строй, а са подредени симетрично – на полутон, тъй като са изнесени най-отпред и при подредбата им се търси естетиката. Най-често срещаните регистри са с размер 8' и 4' (за задействаните от мануала) и 16' (за педалите). По-голямата част от регистрите носят имена на различни музикални инструменти поради сходното си звучене – виола, тромпет, тромбон, флейта, бомбарда, обой и пр. Други често срещани са vox humana (заради приликата с човешкия глас) и принципал. Съществуват и постоянни комбинации – микстури, които представляват различни тръби върху един и същ въздушен резервоар (виндладе). Така за един тон се използват няколко различни тръби, което произвежда специфичния пронизителен органов звук. Регистрите са универсални за всички органи, но в някои случаи дадени регистри са характерни само за органите от определен регион. Явен пример за това са испанските тромпети – хоризонтално разположените тръби на органите в Испания.
Всеки отделен мануал и педалите контролират дадена група от регистри. За обогатяване на звучността има възможност за копула – свързване на мануали – регистрите от един мануал могат да бъдат натрупани върху друг или върху педалиерата.
Съществуват и органови регистри, които не произвеждат звук по стандартния за инструмента начин – чрез преминаване на въздух през тръбите. Характерно за германските барокови органи е наличието на Zimbelstern (в превод: чинелна звезда) – звездовидно колело с подредени по краищата му миниатюрни звънчета или чинели.
За да се създаде тремоло ефект, се използва тремулант – въздушна струя преминава през устройство, което я подава така, че въздухът влиза в тръбите на малки порции. При големите органи съществуват няколко вида тремуланти, които могат да имат различна скорост и дълбочина на тремолото.
Видове
Според звученето и употребата си, регистрите се разделят на 5 вида:
- принципали (основен и задължителен регистър, придаваш характерната звучност и вид на органа)
- флейти (тръбите произвеждат звук чрез вибрации на въздушните молекули по подобие на свирка)
- аликвотни (транспонират даден тон на разстояние от терца, квинта, септима и т.н., не се използват самостоятелно или за свирене на акорди)
- микстури (за всяка нота звучат едновременно няколко тръби)
- езичкови (тръбите произвеждат звук с помощта на вибриращо езиче)

### Въздухоподаващо устройство
За да свири органът, е необходимо да бъде снабдяван с въздух. В миналото въздухът е подаван от мях, задвижван с човешка сила. Тъй като въздушното налягане е неравномерно – на тласъци, от 17 век се въвежда двойният мях: всмукващият мях изпомпва въздуха към магазинния мях, което осигурява непрекъснато и постоянно налягане. Поради това при изпълнение на музика освен органиста е бил необходим и още един човек, който да надува меховете. След откриването на електричеството всмукващият мях бива заменен от електрически вентилатор (духало). При някои по-малки органи (хармониум) въздухът се подава от самия органист с помощта на клапи, разположени в основата на шпилтиша, който изпомпва въздух чрез всмукващия мях.
Виндладът е пространството, в което въздушната струя се разпределя към съответния регистър в рамките на даден тон. Смяната на регистрите става чрез дървена лентичка с дупки. Когато лентичката се приплъзва дупките попадат под отворите на избрания регистър. Клавишите отварят клапите на тоновата кутия и звучат тоновете от регистъра или регистрите, които са отворени. При органите от 19 век има вариант на виндладова система, при която конусовиден вентил снабдява с въздух наредените върху една регистрова кутия тръби. Третата система, конструирана в началото на 15 век, е шпрингладе (система на подвижните регистри), при която вместо летвички има единични вентили.

### Трактура
Начинът, по който са свързани клавишите, педалите и регистровите ключове със системата от тръби, се нарича трактура. При най-ранните органи трактурата е механична и връзката се осъществява посредством система от лостове. През 19 век органовите инструменти работят и с пневматична трактура, при която въздух под налягане, изпускан при натискането на клавиш, отваря вентила на тоновата кутия. Основната разлика между механичната и пневматичната трактура се изразява в това, че при първата въздухът нахлува в тръбата заедно с натискането на клавиша и тонът прозвучава мигновено, за разлика от пневматичната, при която звукът изостава. След това (в 20 век) се въвежда електронната трактура, действаща с електромагнити, отварящи вентилите. Това позволява шпилтишът да бъде местен независимо от останалата част на инструмента. Съществува и електропневматична трактура, комбинираща действията на двата типа.
Модерните инструменти отново се изработват с механична трактура, но често пъти в комбинация с електронна, управляваща регистрите. Това позволява използването на запаметени Setzer комбинации за бърза смяна на предварително набрани регистри.

### Тонусилватели
Налягането на въздушната струя при органа е винаги постоянно, поради което тоновете звучат по един и същи начин независимо от силата, с която е натиснат клавишът. През 17 век е въведена практиката дадени регистри да се поставят в затворени кутии: така звукът им е приглушен и се постига ефект на ехо и отдалеченост. През 18 век тези кутии са доусъвършенствани, като стената от външната им страна е заменена от швелери – дървени летви, подобни на щори, които могат да се затварят и отварят, командвани от органиста посредством клапа (или няколко клапи) в основата на шпилтиша. Това позволява плавно и контролирано затихване и увеличаване на звука от съответните регистри. В края на 18 век е въведен секвенционният швелер, позволяващ постепенно включване на допълнителни регистри, а през 19 век се появяват крешендовият и комбинираният вал, които също действат на този принцип.

## Видове органи

### Тръбен орган
Тръбният орган е най-големият като размер музикален инструмент. В днешния си вид се използва активно от 14 век. Звукът се произвежда от въздух, подаван от мехове или друга пневматична система, който преминава през тръбите при отваряне на клапите им. Наследник е на водните органи, използвани в античността в Римска империя. Най-големите инструменти могат да имат повече от 10 000 тръби. Модерните големи органи имат три или четири мануала с пет октави и педали с две октави и половина.
При органите има набор от десетки различни регистри, които могат да се сменят и да се фиксират към даден мануал в процеса на свирене. Инструментите имат различен дизайн и звук според географския регион и периода, в който са строени.
Най-старият функциониращ орган се намира в църквата „Нотър Дам дьо Валер“ в швейцарския град Сион. Най-старите му части са датирани от 1435 г.
Трябва да се отбележи, че звучността на органа зависи не само от качествата на самия музикален инструмент, а и от акустическите дадености на залата, както и от начина, по който органът е разположен в нея.

### Кино-орган
Кино-органът, наричан също и театрален орган, е вид тръбен орган, използван в началото на 20 век в американските киносалони по време на прожекции на неми филми. Освен разнообразните тръбни регистри, тези инструменти могат да имат пиано, перкусии, барабани и други звукови ефекти, задействани от самия органист посредством клавишите на мануалите. Имат характерен дизайн – шпилтишът е с дъговидна форма. Над 7000 такива органа са построени в САЩ между 1915 и 1933 г., но днес едва 40 от тях са на оригиналните си места.
Тъй като пространството, в което тези органи са поставяни, е ограничено, са направени някои нововъведения по устройството на регистрите. Докато броят на тръбите за всеки регистър при стандартните органи отговаря на броят на клавишите, при кино-органите са добавени още 2 пъти по 12 тръби (т.е. още две октави, което позволява един и същи „хор“ тръби да се използва от няколко различни по размер регистри (например принципал 8', 4' и 2') чрез транспониране. Друг начин за обогатяване на регистрите е увеличаването на въздушното налягане.

### Електронен орган
От 30-те години на 20 век започват да се създават електронни органи, синтезатори и други електронни инструменти. Електронният орган не имитира звука на тръбния орган, а използва записани с високо качество семпли от такъв. Предимствата му са по-малките размери, портативността и по-ниската цена.

### Хамонд орган
Хамонд органът е създаден през 30-те години на 20 век от Лорънс Хамонд (инструментът носи неговото име) като евтин заместител на тръбните органи за църквите. Създаването на звука става чрез месингов диск. При въртене той създава различни звукови честоти, които се улавят от бобина, поставена срещу него, като сигналът отива към усилвателите.
Хамонд органът се използва в популярната музика, например в джаза и рока.

### Експерименти
Историята на музиката познава няколко експериментално създадени инструмента, заимстващи устройството си от това на тръбния орган. Тяхното конструиране се свързва с идеята за взаимовръзката между цвят и тон. През 1730 г. е създаден инструмент по подобие на органа от френския отец йезуит Луи-Бертран Кастел (с подкрепата на композитора Жан-Филип Рамо), при който всеки клавиш на 12-те октави на клавиатурата съответстват на 144 нюанса на различни цветове.
През 70-те години на 19 век Фредерик Кастнер изработва подобен инструмент с тръби, пълни с горещ светещ газ. Тръбите се задействат посредством клавиатура. На този инструмент, наречен пирофон, са свирили Цезар Франк и Шарл Гуно.

## Изпълнение
Въпреки визуалната прилика между клавиатурите на органа с тези на пианото, съществуват големи различия в начина на изпълнение. Те са продиктувани на първо място от това, че при органа начинът, по който се натиска даден клавиш (туше), не оказва влияние върху звука. Характерната звучност се постига чрез смяна на регистрите. В някои случаи, особено при по-сложни произведения, редом с изпълнителя има и асистент-органист, чиято основна функция е именно да превключва съответните регистри. Възможността краката да участват в полифоничната разработка допълнително разширява интерпретаторските възможности на изпълнителя.
Изпълнението на орган изисква професионална подготовка, която се различава коренно от тази на пианистите. Основната характеристика на органовия мануал е липсата на динамика и това, че тонът се задържа толкова време, колкото клавишът стои натиснат. Основата на майсторското изпълнение е в умелото боравене с артикулацията. По подобен начин стои и въпросът с чембалото, поради което голяма част от органистите свирят и на този инструмент.
При педалите също има специфични техники за свирене. До края на 18 век органистите свирят използвайки единствено предната част на стъпалата си. Съвсем различно е след епохата на романтизма – там за постигане на идеално легато петата се използва равноправно с пръстите. Днес повечето органисти използват комбинация от двете – свири се основно с пръсти, но се употребяват и пети.

## Нотация
Музикалните произведения за орган се записват най-често върху три петолиния – за лявата, за дясната ръка, и едно за краката. Смяната на регистрите, която е основна за интерпретацията на музикалното произведение, не се отбелязва, тъй като зависи от особеностите на всеки отделен инструмент и е предмет на творческо виждане от страна на изпълнителя.

## Църковна и класическа музика
По-голямата част от органите се намират в страните с преобладаващо католическо или протестантско население в Европа, Северна и Южна Америка и Австралия и се използват по време на литургии в църквите. Приемането на органа в католическата църква става през 7 век от папа Виталиан. Поради способността си да създава основа за звученето на композициите, използвайки тоновете под гласовия регистър и едновременно с това да се извисява над гласовете, по време на служби инструментът може да акомпанира на хор и солисти или да изпълнява солови партии.
Тримата най-значими класически композитори писали музика за орган до 1650 г. са Антонио де Кабесон, Ян Свелинк и Джироламо Фрескобалди. В по-голямата си част стилът на техните произведения е изключително близък до този на вокалната музика. Под влиянието на тези композитори, от немската школа излизат Дитрих Букстехуде и Йохан Себастиан Бах, определяни като авторите, повлияли значително за развитието на органовата музика. По това време (началото на 18 век) силно развитие има и клавиризмът за сметка на „вокалния“ стил, който постепенно започва да бъде отхвърлян. Основните жанрове, в които се композира, са токатата, фугата, прелюдията и хоралът.
През епохата на романтизма, органът отново възвръща позициите си и присъства в произведенията на Феликс Менделсон, Антон Брукнер, Цезар Франк и Александър Бьоли, a по-късно при Шарл-Мари Видор, Луи Виерн и др. Пишат се и симфонии с активно участие на органа като солиращ инструмент като например 3-та симфония от Камий Сен-Санс. При все това органът остава предимно солов инструмент и в повечето случаи, когато се използва в състава на оркестър, няма изявени солови функции.

### Музиканти със значително творчество за орган
От края на Средновековието до наши дни мнозина композитори обръщат особено внимание на този инструмент, било като част от литургиката, било за чисто светски цели. За някои автори композициите за орган съставляват основна част от творчеството им. По-важни композитори, писали за този инструмент, са:
- Ян Питерс Свелинк
- Джироламо Фрескобалди
- Йохан Пахелбел
- Дитрих Букстехуде
- Йохан Себастиан Бах
- Георг Фридрих Хендел
- Ференц Лист
- Антон Брукнер
- Оливие Месиен
- Макс Регер

### Български органисти
- Нева Кръстева
- Мариана Григорова
- Елена Койчева
- Янка Хекимова
- Ани Тошева
- Иван Иванчев
- Велин Илиев
- Петър Шопов
- Теодор (Тео) Мусев
- Мария Байданова
- Янко Маринов
- Стефан Далчев
- Сабин Леви
- Ивета Иванова
- Кристиян Йорданов
- Христо Бъжев
- Мария Славова
- Силвия Матева
- Силвия Георгиева

## Органите в България
Към 2007 г. в България има 12 тръбни органа, разположени в 4 църкви (в София, Пловдив, Варна и Русе), няколко концертни зали (в София, Варна, Добрич, Пазарджик, Благоевград) и в две музикални академии. Очаква се и поставянето на инструмент в зала „Сливен“. Малкият брой се обяснява с това, че основната религия, която се изповядва в България е православното християнство, в чиято музика органът, както и другите музикални инструменти, не са възприети. Другият негативен фактор е Османското владичество до края на 19 век.
Първият органов инструмент в България е построен през 1861 г. в пловдивската католическа катедрала „Свети Лудвиг“, но през 1931 г. той изгаря при пожар. Най-старият запазен е този в католическата катедрала „Свети Павел от Кръста“ в Русе, построен там през 1907 г. Той е единственият от пневматичен тип в Югоизточна Европа с романтично звучене.
Най-големият е в софийската зала „България“. Той е построен през 1974 на мястото на стария, разрушен при бомбардировките по време на Втората световна война. Органът е с 3 мануала и 55 регистъра. Други големи инструменти са органът във Фестивален и конгресен център – Варна (3 мануала и 53 регистъра, испански тромпети) и този в Органовата зала в Добрич (2 мануала и 36 регистъра).
Въпреки че органът няма традиции в България, много от българските композитори му отделят внимание в своите композиции, например Нева Кръстева (която е и органист и първият преподавател по орган в страната), Иван Спасов, Красимир Кюркчийски, Емил Табаков и др.
| Град        | Местоположение                             | Снимка | Строител         | Монтиран      | Ман. | Рег. | Трактура         | Забележка             |
| Пловдив     | Катедрала „Св. Лудвиг“                     | ?      | ?                | 1861-9        | ?    | ?    | ?                | демонтиран, 1891      |
| Пловдив     | Катедрала „Св. Лудвиг“                     | ?      | ?                | 1891          | ?    | ?    | ?                | разрушен, 1931        |
| София       | Катедрала „Св. Йосиф“                      | ?      | ?                | 1900          | ?    | ?    | ?                | разрушен, 1944        |
| Русе        | Катедрала „Св. Павел от Кръста“            |        | Voit             | 1907          | 2    | 13   | пневматична      |                       |
| София       | Зала „България“                            |        | Sauer            | 1937          | 4    | 72   | пневматична      | разрушен, 1944        |
| София       | Зала „България“                            |        | Schuke           | 1974          | 3    | 55   | механична        |                       |
| София       | Национална музикална академия              |        | Jehmlich         | 1979          | 2    | 19   | механична        |                       |
| Добрич      | Органова зала                              | ?      | Schuke           | 1988          | 2    | 36   | механична        |                       |
| Варна       | Фестивален и конгресен център              |        | Schuke           | 1989          | 3    | 53   | механична        |                       |
| Благоевград | Читалище „Никола Вапцаров“ (Камерна опера) |        | Rieger Kloss     | 1989          | 2    | 20   | механична        |                       |
| Пловдив     | Катедрала „Св. Лудвиг“                     | ?      | Walcker & Co     | 1991          | 2    | 12   | механична        |                       |
| Пловдив     | АМТИИ                                      | ?      | W. Bosch         | 1999          | 1    | 5    | механична        |                       |
| Варна       | Евангелска методистка църква               |        | Jens Steinhoff   | 2004          | 2    | 15   | механична        |                       |
| Пазарджик   | Зала „Маестро Г.Атанасов“                  |        | Rieger           | 2005          | 2    | 28   | механична        |                       |
| Сливен      | Зала „Сливен“                              | ?      | Orgelbau Genf AG | доставен 2002 | 2    | 14   | електромеханичка | не е монтиран         |
| София       | Евангелска методистка църква „Д-р Лонг“    |        | W. Bosch         | 2007          | 1    | 6    | механична        |                       |
| София       | Национална музикална академия              |        | Jens Steinhoff   | 2010          | 2    | 6    | механична        |                       |
| Раковски    | Катедрала Пресвето сърце Исусово           |        |                  | 2017          | 2    | 12   | пневматичен      | вероятно е 60 годишен |